# Хатилима
Хатилима (рос. Хатылыма) — село у Мегіно-Кангалаському улусі Республіки Сахи Російської Федерації.
Населення становить 119 осіб. Орган місцевого самоврядування — Тиллимінський 2-й наслег.

## Географія

### Клімат
| Клімат Хатилими           | Клімат Хатилими | Клімат Хатилими | Клімат Хатилими | Клімат Хатилими | Клімат Хатилими | Клімат Хатилими | Клімат Хатилими | Клімат Хатилими | Клімат Хатилими | Клімат Хатилими | Клімат Хатилими | Клімат Хатилими | Клімат Хатилими |
| Показник                  | Січ.            | Лют.            | Бер.            | Квіт.           | Трав.           | Черв.           | Лип.            | Серп.           | Вер.            | Жовт.           | Лист.           | Груд.           | Рік             |
| Середній максимум, °C     | −36,8           | −29,3           | −13,5           | 0,8             | 12,6            | 22,2            | 25,2            | 21,4            | 11,4            | −3,7            | −24,1           | −34,8           | −4              |
| Середня температура, °C   | −40,6           | −35             | −21,6           | −6,4            | 6,3             | 15,2            | 18,3            | 14,8            | 5,8             | −8,4            | −28,7           | −38,7           | −9              |
| Середній мінімум, °C      | −44,4           | −40,7           | −29,6           | −13,5           | 0,0             | 8,2             | 11,5            | 8,2             | 0,3             | −13             | −33,3           | −42,5           | −15             |
| Норма опадів, мм          | 10              | 8               | 7               | 11              | 21              | 41              | 44              | 41              | 33              | 22              | 17              | 13              | 268             |
| ------------------------- | --------------- | --------------- | --------------- | --------------- | --------------- | --------------- | --------------- | --------------- | --------------- | --------------- | --------------- | --------------- | --------------- |
| Джерело: climate-data.org |                 |                 |                 |                 |                 |                 |                 |                 |                 |                 |                 |                 |                 |

## Історія
Згідно із законом від 30 листопада 2004 року органом місцевого самоврядування є Тиллимінський 2-й наслег.

## Населення
| 2002 | 2010 | 2012 | 2013 | 2014 | 2015 | 2016 |
| ---- | ---- | ---- | ---- | ---- | ---- | ---- |
| 142  | ↘118 | ↘115 | ↘114 | ↘113 | ↗119 | ↘117 |
| 2017 | 2018 |      |      |      |      |      |
| ↗118 | ↗119 |      |      |      |      |      |